# Entoloma tibiicystidiatum
Entoloma tibiicystidiatum är en svampart som tillhör divisionen basidiesvampar, och som beskrevs av Eef J.M. Arnolds och Machiel Evert ("Chiel") Noordeloos. Entoloma tibiicystidiatum ingår i släktet Entoloma, och familjen Entolomataceae. Arten har ej påträffats i Sverige.